# Coleophora stegosaurus
Coleophora stegosaurus é uma espécie de mariposa do gênero Coleophora pertencente à família Coleophoridae.